# Jaunpiebalga
Jaunpiebalga (deutsch: Neu-Pebalk) ist eine Ortschaft in Vidzeme, dem historischen Livland, im Nordosten Lettlands. Im Jahre 2022 zählte Jaunpiebalga 787 Einwohner.
Der Ort befindet sich am rechten Ufer der Gauja zwischen dem ehemaligen Landgut Neu-Pebalk und der Bahnstation Piebalga an der 1999 stillgelegten Eisenbahnlinie von Ieriķi nach Abrene. 

## Geschichte
Die Ortschaft war von 2009 bis 2021 Zentrum eines gleichnamigen Bezirks (lettisch: Jaunpiebalgas Novads), der unter Einschluss einer Landgemeinde entstand. Seit 2021 gehört Jaunpiebalga zum Bezirk Cēsis.

## Wirtschaft
Die am Ort befindliche Brauerei SIA Piebalgas alus produziert seit 1989 Bier und Erfrischungsgetränke. Sie gehört zur Brauerei AS Cēsu alus.

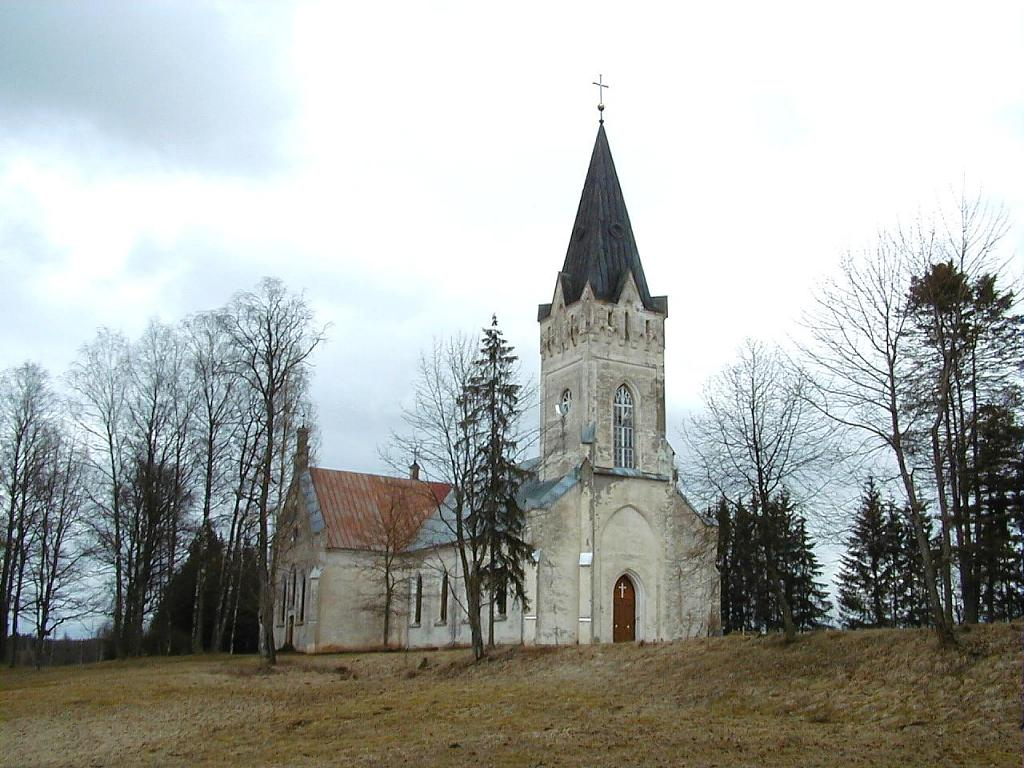
Evangelisch-lutherische Kirche St. Thomas in Jaunpiebalga

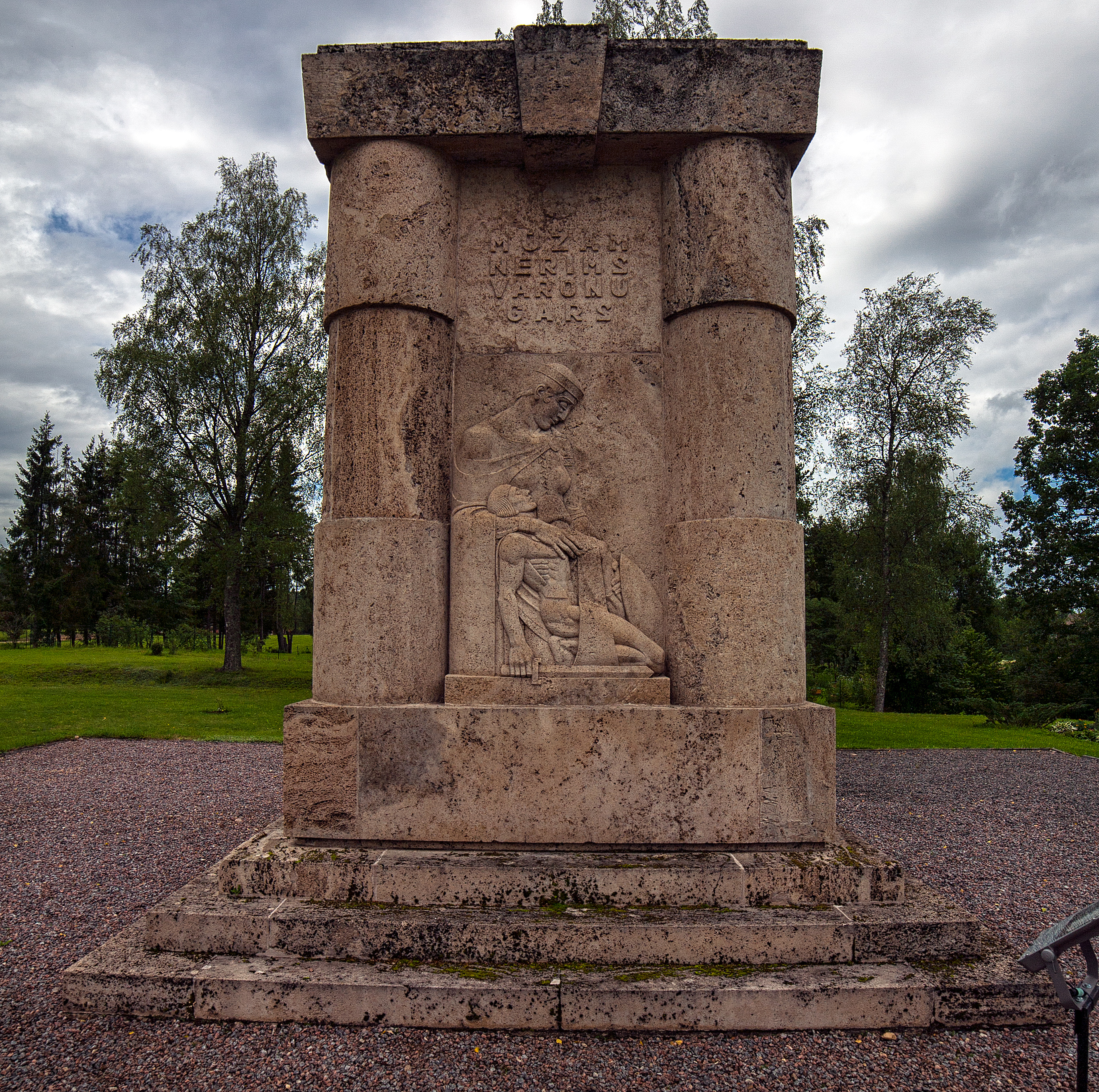
Gefallenendenkmal von Kārlis Zāle

## Evangelisch-lutherische Kirche St. Thomas
Die erste Holzkirche in Jaunpiebalga wurde 1646 erbaut, die zweite 1673, aber 1702 während des Großen Nordischen Krieges niedergebrannt. 1722 wurde eine neue Holzkirche gebaut. Die heutige Steinkirche wurde von 1801 bis 1804 unter der Leitung des Baumeisters von Cēsis, Friedrich Feith, erbaut und am 3. Juli 1804 geweiht. Von 1871 bis 1873 wurde die Kirche nach dem Projekt des Architekten Johann Matthias von Holst komplett umgebaut und erweitert. Die Kirche ist ein neugotisches Steingebäude mit einer polygonalen Altarapsis, die durch eine symmetrische Sakristei verbunden ist, und einem eingebauten massiven zweistöckigen Turm, der mit einem schlanken pyramidenförmigen rechteckigen Oberbau endet. Der obere Teil des Turms ist mit Bögen und dreieckigen Giebeln geschmückt. Die Kirche hat 800 Sitzplätze. Der Altar und die Kanzel von 1834 bestehen aus Eichenholz. Neben der Kirche befindet sich ein Denkmal für die im Unabhängigkeitskrieg Gefallenen, das von Kārlis Zāle geschaffen wurde.

## Museum
Am Rand der Gemeinde, an der Straße nach Vecpiebalga, 11 km südwestlich von Jaunpiebalga, befindet sich in einem 1871 erbauten Schulgebäude namens „Jāņaskola“ (lettisch: Johannesschule) ein Museum, das an den Komponisten Emīls Dārziņš erinnert und an den Dichter Jānis Sudrabkalns (1894–1975), der im nahe gelegenen Gasthof Zelta Krogs aufwuchs und diese Schule besuchte.

## Persönlichkeiten
- Laimonis Šēnbergs (* 1947), Plakatkünstler und Grafikdesigner
- Marģeris Zariņš (1910–1993), Komponist und Schriftsteller
- Emīls Dārziņš (1875–1910), Dirigent und Komponist
- Otto Girgensohn (1796–1869), evangelischer Theologe